# Hossein Mahini
Hossein Mahini (em perso: حسین ماهینی; Bushehr, 16 de setembro de 1986) é um futebolista iraniano que atua como zagueiro. Atualmente está sem clube.
Defendeu seu país durante a Copa do Mundo FIFA de 2014.